# Giorgi Saakadse

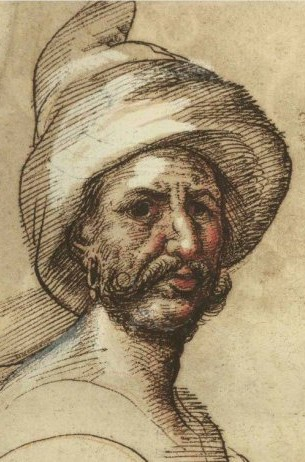
Giorgi Saakadse, Zeichnung des italienischen Missionars Teramo Castelli, Konstantinopel 1626

Giorgi Saakadse (georgisch გიორგი სააკაძე; * um 1570, Peli, Königreich Kartlien; † 3. Oktober 1629 in Aleppo) war ein georgischer General und Politiker. Er war Statthalter (Mouravi) in Tiflis und ist in der georgischen Geschichte als Grand Mouravi (Didi Mouravi) bekannt. Er ist eine der populärsten und umstrittenen Persönlichkeiten der georgischen Geschichte.
Auch Mourav Beg, Maghraw, Meurab, Mehrou.

## Anfänge und Kampf unter Luarsab II. gegen die Türken
Saakadse kam aus dem niederen Adel (in Georgien Aznauri genannt). Sein Vater Siaush diente dem König von Kartlien Simon I. (1537–1611) und wurde mit Gütern in Kartlien entlohnt. Damals kämpften Türken und Perser um Einfluss in Georgien und die jeweiligen Herrscher waren meist Vasallen einer der beiden Mächte. Simon I. war Vasall der Perser und kämpfte zuerst gegen die Perser und dann gegen die Türken, wurde 1599 gefangen genommen und starb in Gefangenschaft in Konstantinopel. Sein Nachfolger wurde ein Sohn von Simon I., Giorgi X. (um 1561–1606), der ein persischer Vasall war, und nach dessen Tod dessen Sohn Luarsab II. (1582–1622). Dieser ernannte Saakadze 1608 zum Statthalter von Tiflis, Zchinwali und Dwaleti. Saakadse hatte in die einflussreiche georgische Familie des hohen Adligen Zurab Eristavi (um 1591–1629) eingeheiratet. Die Osmanen entsandten im Sommer 1609 eine große Armee nach Georgien um Luarsab II. vom Thron zu entfernen, wurden aber zunächst von den Georgiern unter ihrem General Saakadze in der Schlacht von Tashishkari am 16. Juni 1609 geschlagen. Damit rettete er Luarsab II. dessen Thron und stieg zum mächtigsten Mann am Hof auf, was unter den hohen Adligen Missgunst erweckte. 1611 heiratete der König die Schwester von Saakadze, Makrine, aber schon 1612 wurde Saakadse von einer Adelsverschwörung unter Leitung von Shadiman Baratashvili (der vorher die Regentschaft während der Minderjährigkeit von Luarsab II. hatte) gestürzt und musste nach Persien fliehen. Der König ließ sich von Makrine scheiden.

## Kampf auf Seiten der Perser und gegen diese
Saakadse gewann das Vertrauen von Schah Abbas I. und diente in dessen Armee. 1614 führte er eine persische Armee nach Kartlien und stürzte König Luarsab II. (der 1622 in einem persischen Kerker erdrosselt wurde, nachdem er den Übertritt zum Islam verweigerte, weswegen er in Georgien als Märtyrer gilt). Es kam zu vielen Opfern unter der Bevölkerung und umfangreichen Vertreibungen. Der Schah setzte einen neuen Regenten, Bagrat VII., in Kartlien ein (ein Verwandter von Luarsab, der aber Muslim war) und Saakadze wurde 1619 dessen Minister und in Wirklichkeit der eigentliche Herrscher im Land. Außerdem diente er in führenden Positionen in der persischen Armee. Als er 1625 zur Niederschlagung einer Revolte mit der persischen Armee in Georgien war erfuhr er, dass diese ein Massaker an allen bewaffneten Kartliern plante (und er auch selbst ermordet werden sollte) und verbündete sich mit den georgischen Aufständischen, darunter König Teimuraz I. (1589–1661) von Kachetien. Als Berater des persischen Kommandeurs sorgte er zunächst dafür, dass die Truppen (rund 60.000 Mann stark) sich verteilten. Am 25. März 1625 griffen die Georgier (aus Kartlien und Kachetien) unter Zurab Eristavi das Feldlager der Persier bei Martquopi an. Saakadze tötete mit seinem Sohn Avtandil und einigen georgischen Gefolgsleuten die überraschten persischen Anführer (wobei er selbst Quarchegai Khan tötete) im Kommandozelt und die Georgier konnten das Lager in der Verwirrung erobern und richteten ein Massaker an, dem ein Großteil der im Feldlager befindlichen rund 30.000 Mann starken persischen Armee zum Opfer fiel (nur 3000 entkamen). Nach der Schlacht wurde Teimuraz, der nach Imeretien geflohen war, mit Unterstützung von Saakadze zum König von Kachetien und Kartlien ernannt. Danach setzte Saakadze den Feldzug gegen die Perser in Georgien erfolgreich fort und vertrieb sie aus Tiflis und anderen Teilen des Landes. Der Statthalter des Schahs in Kachetien wurde vertrieben und türkische Nomadenvölker, die die Perser nach Vertreibung der Georgier ansiedelten, vernichtet. Der Schah ließ daraufhin den jüngsten Sohn Paata von Saakadze, der als Geisel am persischen Hof zurückgeblieben war, hinrichten und sandte den Georgiern seinen Kopf.

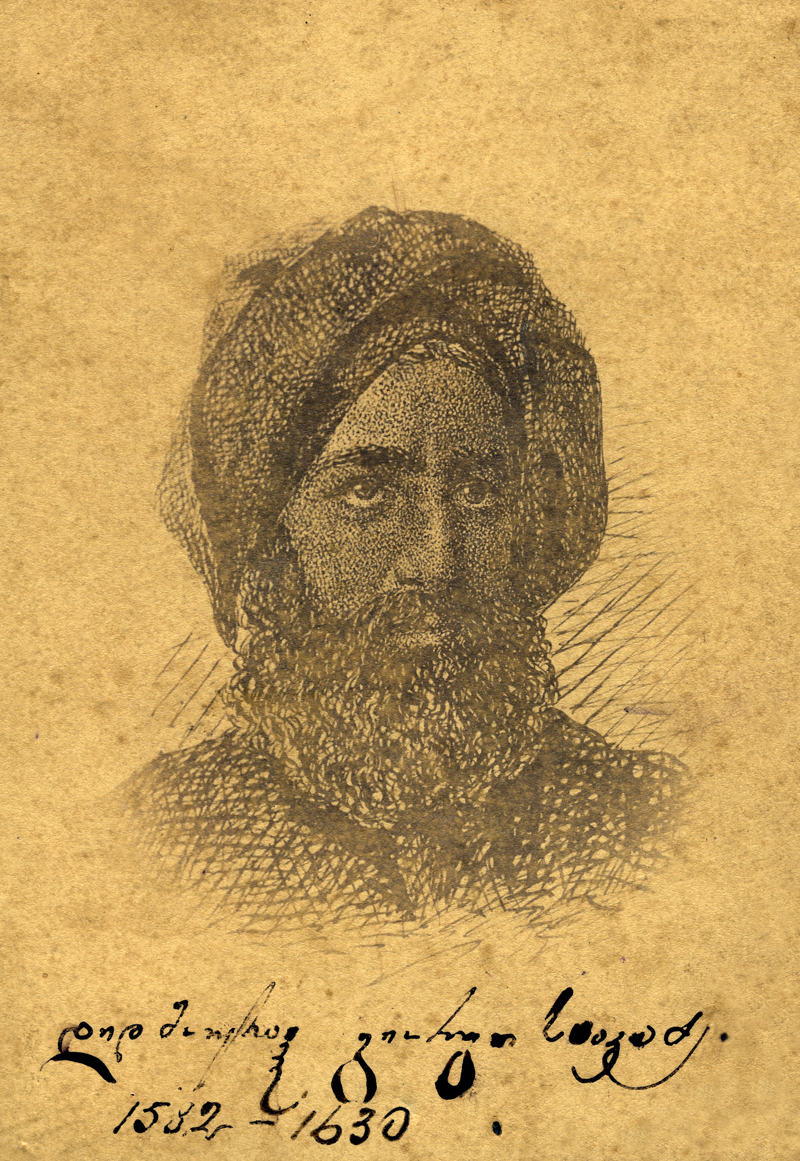
Porträt aus dem 19. Jahrhundert, nach einem älteren Gemälde, das ihn möglicherweise darstellt

## Schlachten von Marabda und Bazaleti und türkisches Exil
Der Schah sandte nun eine große Armee von 60.000 Mann gegen die Georgier, die in der verlustreichen Schlacht von Marabda am Fluss Algeti am 1. Juli 1625 geschlagen wurden. Die Perser waren sowohl an Soldaten als auch an Feuerkraft (Artillerie, Musketen) überlegen (die Georgier hatten etwa 20.000 Mann) und Saakadze riet dringend davon ab zuerst anzugreifen. Stattdessen wollte er die Perser in das enge Kodjori Tal locken. Er wurde aber überstimmt und statt ihm übernahm König Teimuraz das Kommando, der in der Ebene bei Marabda angriff. Die Perser waren auf den Angriff vorbereitet und hatten sich in Gräben verschanzt, die von Kanonen und vier Reihen Musketenschützen verteidigt wurden. Trotzdem hätten die Georgier beinahe gewonnen. Ihre Kavallerie überrannte das Zentrum mit Artillerie und Musketenschützen. Teile der georgischen Armee feierten bereits den Sieg und plünderten das feindliche Feldlager und dessen Nachschub (und Avtandil verfolgte mit der Kavallerie den Feind, wobei er das Schlachtfeld verließ), die Perser hielten aber Stand und erhielten Verstärkung, während die Georgier am Ende der eintägigen Schlacht erschöpft waren. Die Georgier verloren die Schlacht, konnten aber noch den Rückzug über die Bergpässe sichern. 14.000 Perser und 9.000 Georgier fielen.
Saakadse organisierte einen Guerillakrieg in den Bergen, der den Persern hohe Verluste verschaffte. Anfang 1626 gelang es Saakadze wichtige Festungen zu erobern, er stieß aber auch auf Widerstand von lokalen Fürsten, die seine zunehmende Macht fürchteten und sich mit den Persern verbündeten. Der Schah verlor insgesamt mit 60.000 Mann (davon 12.000 bei einem Massaker in der Schlucht von Ksani) fast die Hälfte seiner gesamten Armee, konnte aber Tiflis zurückerobern. Schließlich war der Schah gezwungen Teimuraz I. als König anzuerkennen. Gleichzeitig kam es zum Zwist unter den georgischen Führern, da Saakadse nicht glaubte, dass Teimuraz in der Lage war ganz Georgien zu einigen. Eine Rolle spielte auch, dass Teimuraz eifersüchtig auf das Ansehen von Saakadse war und der Schah mit Intrigen den Machtkampf unter den Georgiern anstachelte. Saakadse suchte Verbündete gegen Teimuraz und fand unter anderem den König Giorgi III. von Imeretien (dessen Tochter den Sohn von Saakadse Avtandil heiratete). In der Schlacht von Bazaleti wurde Saakadse im Herbst 1626 von Teimuraz geschlagen und musste ins türkische Exil, wo er in der Armee von Sultan Ibrahim I. diente. Er trat erneut zum Islam über, war kurz Gouverneur von Vilâyet Konya und dann an den Feldzügen der Türken gegen Persien beteiligt (in Erzurum im Osten der Türkei 1627/28). Da ihn der Großwesir des Sultans Hüzrev Pascha verdächtigte, gemeinsame Sache mit georgischen Adligen und den Persern zu machen und seine Popularität fürchtete, wurde er 1629 in Aleppo mit seinem Sohn Avtandil und 40 georgischen Gefolgsleuten hingerichtet.
Sein einziger überlebender Sohn Ioram stieg in Georgien in den Hochadel auf und begründete die Adelsfamilie Tarchan-Mouravi.

## Rezeption
Die spätere Rezeption von Saakadse war ambivalent. Bedeutende Historiker (wie Marie Felicité Brosset im 19. Jahrhundert und Fürst Vakhushti (1696–1757) von Kartlien im 18. Jahrhundert) sahen ihn in einem negativen Licht als einen Abenteurer und ehrgeizigen Kriegsherren in der turbulenten und wechselvollen georgischen Geschichte des 17. Jahrhunderts. 

Reiterstandbild von Saakadse in Tiflis

Positiver sah ihn Bischof Joseb von Tiflis (Bischof 1661 bis 1686) mit seinem Gedicht Did-Mourawiani, das einen Platz in der georgischen Literatur hat. Joseb war selbst mit der Familie verwandt und schrieb das Gedicht kurz vor seiner Ermordung 1688. Es basiert auf einem nicht erhaltenen Rechtfertigungsbrief von Saakadse an Teimuraz (den Saakadse verdächtigte ihn ermorden zu wollen) und schildert das Leben Saakadses ab 1609 (spart aber die Hinrichtung 1629 aus). In dem Gedicht beklagt sich Saakadse als Verräter gesehen zu werden, da seine Geschichte von anderen erzählt wurde.
Im 20. Jahrhundert begann man ihn als Vorläufer georgischer Unabhängigkeit zu sehen und als einer derjenigen, die eine Islamisierung des Landes (versuchte Errichtung von Kizilbasch-Khanaten auf georgischem Territorium durch die Perser) verhinderten. In den 1940er Jahren diente er unter Stalin als Mittel, georgischen Nationalismus im Zweiten Weltkrieg zu mobilisieren. 1942/43 entstand der Film Giorgi Saakadze von Micheil Tschiaureli. Er basierte auf dem sechsbändigen Roman Der große Mouravi von Anna Antonovskaya, der 1942 den Stalinpreis gewann. Saakadze wurde als Führer Georgiens geschildert, der aus kleinem Adel aufstieg, sich in den Machtkämpfen und Intrigen und Verrat des Adels in Verbindung mit ausländischen Herrschern zurechtfinden musste und für die Einigung des Landes gegen ausländische Mächte kämpfte.
Ein Bataillon georgischer Freiwilliger der Wehrmacht trug seinen Namen, das Bataillon 797, das 1943/44 in Frankreich stationiert war.